# 落語の極 〜平成名人10人衆〜
落語の極 〜平成名人10人衆〜（らくごのきわみ へいせいめいじんじゅうにんしゅう）は、2006年11月9日〜2007年3月29日　毎週木曜日3:15 - 4:10（放送日により放送時間が変動）に、テレビ東京で全20回放送された演芸番組。
後に、2007年1月13日から毎週土曜日18:00 - 18:55でBSジャパンで放送開始。
2007年10月18日から毎週木曜日18:00 - 18:55に再放送。その後、BSジャパンでは、2008年、2009年にも幾度か再放送されている。

## 概要
日本の話芸を牽引してきた古典落語に焦点を当てて、その伝統と歴史に鍛え抜かれてきた至芸を「平成の名人10人衆」と題して放送。
番組前半に、当日出演の落語家のインタビュー等をドキュメント風に短く放送。インタビュー部分終盤は当日放送の演目についても話す。
一人の落語家が、2週連続で出演。
毎回、東京・深川江戸資料館小劇場で収録した落語演目を長講で一席放送。

## 放送日

### テレビ東京
- 毎週木曜日　（放送日により放送時間が変動）　全20回放送　55分番組
  - 第1回　2006年11月9日　3:15 - 4:10　3代目三遊亭圓歌「坊主の遊び」
  - 第2回　2006年11月16日　3:15 - 4:10　3代目三遊亭圓歌「中沢家の人々」
  - 第3回　2006年11月23日　3:21 - 4:16　3代目柳家権太楼「不動坊火焔」
  - 第4回　2006年11月30日　3:15 - 4:10　3代目柳家権太楼「お神酒徳利」
  - 第5回　2006年12月7日　3:15 - 4:10　2代目古今亭圓菊「井戸の茶碗」
  - 第6回　2006年12月14日　3:15 - 4:10　2代目古今亭圓菊「唐茄子屋政談」
  - 第7回　2006年12月21日　3:15 - 4:10　4代目三遊亭金馬「紺屋高尾」
  - 第8回　2006年12月28日　3:15 - 4:10　4代目三遊亭金馬「芝浜」
  - 第9回　2007年1月11日　3:15 - 4:10　8代目橘家圓蔵「大山家の人々」
  - 第10回　2007年1月18日　3:27 - 4:22　8代目橘家圓蔵「寝床」
  - 第11回　2007年1月25日　3:15 - 4:10　5代目鈴々舎馬風「会長への道　改め　男の井戸端会議」
  - 第12回　2007年2月1日　3:15 - 4:10　5代目鈴々舎馬風「禁酒番屋」
  - 第13回　2007年2月8日　3:15 - 4:10　9代目春風亭小柳枝「文七元結」
  - 第14回　2007年2月15日　3:15 - 4:10　9代目春風亭小柳枝「二番煎じ」
  - 第15回　2007年2月22日　3:15 - 4:10　瀧川鯉昇「宿屋の富」
  - 第16回　2007年3月1日　3:27 - 4:22　瀧川鯉昇「時そば」
  - 第17回　2007年3月8日　3:15 - 4:10　8代目三升家小勝「抜け雀」
  - 第18回　2007年3月15日　3:45 - 4:40　8代目三升家小勝「大工調べ」
  - 第19回　2007年3月22日　3:45 - 4:40　6代目五街道雲助「明烏」
  - 第20回　2007年3月29日　3:45 - 4:40　6代目五街道雲助「猫定」

### BSジャパン
- 毎週土曜日　18:00 - 18:55　全20回放送
  - 第1・2回　2007年1月13日・1月20日　3代目三遊亭圓歌 「坊主の遊び」・「中沢家の人々」
  - 第3・4回　2007年1月27日・2月3日　3代目柳家権太楼 「不動坊火焔」・「お神酒徳利」
  - 第5・6回　2007年2月10日・2月17日　2代目古今亭圓菊 「井戸の茶碗」・「唐茄子屋政談」
  - 第7・8回　2007年2月24日・3月3日　4代目三遊亭金馬 「紺屋高尾」・「芝浜」
  - 第9・10回　2007年3月10日・3月17日　 8代目橘家圓蔵 「大山家の人々」・「寝床」
  - 第11・12回　2007年3月24日・3月31日　5代目鈴々舎馬風 「会長への道　改め男の井戸端会議」・「禁酒番屋」
  - 第13・14回　2007年4月7日・4月14日　9代目春風亭小柳枝 「文七元結」・「二番煎じ」
  - 第15・16回　2007年4月21日・4月28日　瀧川鯉昇 「宿屋の富」・「時そば」
  - 第17・18回　2007年5月5日・5月12日　8代目三升家小勝 「抜け雀」・「大工調べ」
  - 第19・20回　2007年5月19日・5月26日　6代目五街道雲助 「明烏」・「猫定」

### BSジャパン（再放送）
- 毎週木曜日　18:00 - 18:55　全20回放送
  - 第1・2回　2007年10月18日・10月25日　3代目三遊亭圓歌 「坊主の遊び」・「中沢家の人々」
  - 第3・4回　2007年11月12日・11月8日　3代目柳家権太楼 「不動坊火焔」・「お神酒徳利」
  - 第5・6回　2007年11月15日・11月22日　2代目古今亭圓菊 「井戸の茶碗」・「唐茄子屋政談」
  - 第7・8回　2007年11月29日・12月6日　4代目三遊亭金馬 「紺屋高尾」・「芝浜」
  - 第9・10回　2007年12月13日・12月20日　 8代目橘家圓蔵 「大山家の人々」・「寝床」
  - 第11・12回　2007年12月27日・2008年1月17日　5代目鈴々舎馬風 「会長への道　改め男の井戸端会議」・「禁酒番屋」
  - 第13・14回　2008年1月24日・1月31日　9代目春風亭小柳枝 「文七元結」・「二番煎じ」
  - 第15・16回　2008年2月7日・2月14日　瀧川鯉昇 「宿屋の富」・「時そば」
  - 第17・18回　2008年2月21日・2月28日　8代目三升家小勝 「抜け雀」・「大工調べ」
  - 第19・20回　2008年3月6日・3月13日　6代目五街道雲助 「明烏」・「猫定」

## 番組オープニングのナレーション
時空を超えて愛されてきた庶民の文化「落語」
そして　寄席に集う観客達を　抱腹絶倒の渦に包み込む「名人」「上手」の燻し銀の話芸
「大看板」が繰り広げる　笑いと人情の物語り
さぁ　その醍醐味をたっぷりと御覧あれ
　「落語の極」

## 番組エンディング
次週の出演者のインタビューやロケ中の一部を短く予告放送後
「落語の極」
「この番組は‥‥
　落語本来の魅力を損なわないために　出演者の高座をそのまま放送しました」と　文字テロップで表示。
（画面は高座座布団とマイクロフォンのコラージュ風な映像）

## インタビュー
インタビューの最初には、そのインタビュー全体のテーマとなる言葉が文字で表示される。
演者のインタビューは、落語家に成った経緯や修行中のエピソード、落語に対する思い等。インタビュー中に、画面には子供の頃や修業時代、高座風景等の昔の写真等も映されていた。
インタビュー終盤には、当日放送となる落語演目の事等についても話す。
インタビューは演者の自宅や事務所、行き付けの飲食店や、落語の演目に縁りのある場所等で収録しており、プライベートな表情等も多く映し出されている。
インタビューは小型VTRカメラ（デジカム）を持ち込んで、カメラマンやディレクター等が数人で撮影。
インタビューの聞き手は、ディレクターか番組構成作家なのかは不明だが、放送回によっては、インタビューの質問等の声も放送されていた。（インタビュー聞き手の質問等は、画面に文字で表示されていた）

## 落語の収録（公開収録の開催日　及び　出演者）
落語の収録は　東京・深川江戸資料館小劇場で公開収録の形で行われ、全3回開催された。
1回の公開収録で　3人（又は4人）の演者が出演し、それぞれが落語を二席ずつ長講で演じた。
1人の演者が40分を超える長講を二席演じており、休憩を挟んでいるとはいえ、最低でも5〜6時間を超える収録であり、収録に参加した観覧者には相当に辛かったはずである。
長時間の収録で途中退席する者もおり、観覧者が少ないので、舞台正面の座席に集中して観客を入れて収録していた。
- 第1回　公開収録　2006年10月19日　東京・深川江戸資料館小劇場　収録
  - 3代目三遊亭圓歌　3代目柳家権太楼　2代目古今亭圓菊（収録順は不明）

- 第2回　公開収録　2006年10月31日　東京・深川江戸資料館小劇場　収録
  - 4代目三遊亭金馬　8代目橘家圓蔵　5代目鈴々舎馬風（収録順は不明）

- 第3回　公開収録　2007年1月11日　東京・深川江戸資料館小劇場　収録
  - 9代目春風亭小柳枝　瀧川鯉昇　8代目三升家小勝　6代目五街道雲助（収録順は不明）

当初、第3回の収録では、6代目三遊亭圓窓が「甲府い」「竹の水仙」を演じる予定で、番組スタッフとの打合せは済んでいたが、収録日間近に病気の為に、急遽出演をキャンセル。替わって、8代目三升家小勝が出演。

## インタビューテーマとなる言葉 及び 主なインタビュー場所（ロケ場所）
- 第1回「落語とは人生である」三遊亭圓歌
  - 東京都台東区西浅草「どぜう飯田屋」（馴染みの店のテーブル席）
- 第2回「遊ぶほどの度胸がなければ　人前では喋れない」三遊亭圓歌
  - 東京都台東区西浅草「どぜう飯田屋」（馴染みの店の座敷）　※弟子の三遊亭歌る多も出演（インタビュー収録は2006年10月17日）
- 第3回「落語には健康な笑いがある　ゆえに健全なものである」柳家権太楼
  - 自宅居間
- 第4回「稽古している時が　一番楽しい！」柳家権太楼
  - 自宅居間　及び　自宅付近を散歩しながら
- 第5回「古いものに感動してもらうのが　落語である」古今亭圓菊
  - 東京都台東区西浅草「喫茶ピーター」（馴染みの喫茶店）
- 第6回「80歳になっても　まだまだ勉強したい」古今亭圓菊
  - 東京都台東区西浅草「喫茶ピーター」（馴染みの喫茶店）　※弟子の古今亭菊千代も出演
- 第7回「何にも道具を使わないで　楽しんでもらうのが話芸である」三遊亭金馬
  - 稽古場　兼　趣味の部屋（マンションの一室）
- 第8回「若い者には死ぬまで　負けられない！」三遊亭金馬
  - 稽古場　兼　趣味の部屋（マンションの一室）
- 第9回「落語とは　絵を描くことである」橘家圓蔵
  - 自身のプロダクション事務所
- 第10回「落語に定年はある」橘家圓蔵
  - 自身のプロダクション事務所
- 第11回「落語とは人間をつくる」鈴々舎馬風
  - 自宅　及び　「割烹　喜仙」（馴染みの店）
- 第12回「若者よ、落語を聴け！」鈴々舎馬風
  - 自宅
- 第13回「笑いに対する喜び　それが落語の良さである」春風亭小柳枝
  - 自宅
- 第14回「寄席に出ることは　寄席に　師承に　恩返しをすることである」春風亭小柳枝
  - 自宅　及び　東京都台東区浅草「くじらの店　捕鯨船」　※小柳枝夫人も出演
- 第15回「客を心地よくさせる　落語家でありたい」瀧川鯉昇
  - 自宅マンション　及び　湯島天満宮　境内
- 第16回「その時　解らなくても　五年後十年後　そのおもしろさに気づく　それが落語である」瀧川鯉昇
  - 自宅マンション　及び　東京都北区王子「やきとり　シマ」（20年来　馴染みの店）　※落語芸術協会事務局長　田澤祐一も出演（他数名の知人）
- 第17回「落語とは　思い通りにはいかないもの」三升家小勝
  - 自宅
- 第18回「周りの人間に助けられて　今日の自分がある」三升家小勝
  - 自宅　及び　東京都中央区銀座「スナック　美弥」（馴染みの店）　※マスターの田中春生も出演
- 第19回「落語とは　奥行きがあり間口が広い　日本独得の「芸」である」五街道雲助
  - 自宅　及び　スポーツジム（行き付けの）
- 第20回「演じる人の「おもしろさ」に　落語の妙味がある」五街道雲助
  - 自宅　及び　東京都墨田区両国　回向院（落語「猫定」縁りの寺で「猫塚」がある）

## DVD
「落語の極 平成名人10人衆」DVDシリーズ　全10巻
収録時間98分／カラー／16：9／オリジナル2.0chドルビーデジタル／片面1層／日本語
発売元／販売元：ポニーキャニオン
価格：¥3,150（税込み）
- 2009年7月1日発売
  - 三遊亭圓歌　「坊主の遊び」「中沢家の人々」
  - 春風亭小柳枝　「文七元結」「二番煎じ」

- 2009年8月5日発売
  - 柳家権太楼　「不動坊火焔」「お神酒徳利」
  - 瀧川鯉昇　「宿屋の富」「時そば」

- 2009年9月2日発売
  - 古今亭圓菊　「井戸の茶碗」「唐茄子屋政談」
  - 橘家圓蔵　「大山家の人々」「寝床」

- 2009年10月7日発売
  - 三遊亭金馬　「紺屋高尾」「芝浜」
  - 五街道雲助　「明烏」「猫定」

- 2009年11月5日発売
  - 鈴々舎馬風　「会長への道　改め　男の井戸端会議」「禁酒番屋」
  - 三升家小勝　「抜け雀」「大工調べ」